# Casa Barrié
La casa Barrié es un edificio de viviendas de 1926 diseñado por los arquitectos Antonio Tenreiro y Peregrín Estellés en el Ensanche de La Coruña.

## Historia
La casa Barrié se encuentra en un solar de 1178 m² del Ensanche de la ciudad de La Coruña. Era propiedad de Pedro Barrié de la Maza y había sido rechazado cómo localización de la sede del Banco Pastor.
El primer proyecto de urbanización de la parcela fue presentado en 1916 por Rafael González Villar y Leoncio Bescansa. Se trataba de un edificio con un perfil compuesto con torres y pináculos influido por la arquitectura de Antonio Palacios y semejante a la casa Molina del propio González Villar situado en el paseo del Parrote. La altura del edificio retrasó la concesión de la licencia y paralizó el proyecto.
El segundo proyecto, de estilo ecléctico con influencia de la escuela de Chicago, fue diseñado por Leoncio Bescansa y se presentó en 1922. Tras lograr autorización para la construcción de un edificio de ocho pisos, obtuvo licencia en el mes de junio. En su momento se anunció como un nuevo rascacielos y el mayor edificio de la ciudad. Con todo, durante la construcción se derribó el forjado del primer piso, provocando la muerte a dos obreros. La influencia de Pedro Barrié hizo que el suceso apenas tuviera publicidad.
Finalmente Barrié le retiró el encargo a Bescansa, ofreciéndoselo a Antonio Tenreiro y Peregrín Estellés, que estaban trabajando en la sede del Banco Pastor.
La magnitud de la intervención influyó en que otros promotores crearan edificios de la misma tipología como la casa Jesús Fernández, de Pedro Mariño.

## Descripción
La casa Barrié está formada por tres bloques que solucionan la fuerte inclinación de la parcela. El edificio es de estilo ecléctico con reminiscencias francesas y dos cúpulas en las esquinas.
La decoración es poco naturalista e incluye elementos geométricos antecedentes del art déco.
La cúpula tuvo que ser demolida y reconstruida en 2014 a causa de problemas constructivos.